# Politie Zaanstreek-Waterland

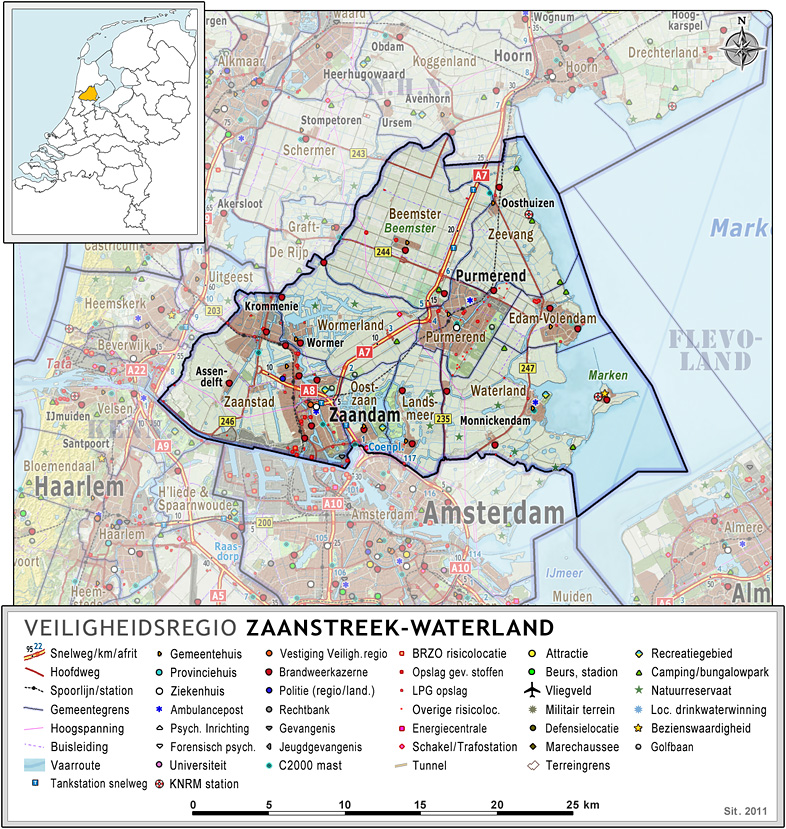
Regio Zaanstreek-Waterland (2011)

Politie Zaanstreek-Waterland is een voormalig Nederlands regiokorps en besloeg de volgende Noord-Hollandse gemeenten: Beemster, Edam-Volendam, Landsmeer, Purmerend, Waterland, Wormerland, Zaanstad en Zeevang. Per 1 januari is deze regio opgegaan in de Regionale Eenheid Noord-Holland.

## Huisvesting
Het korps had in elke gemeente ten minste één politiebureau. Het hoofdkantoor van de politieregio Zaanstreek-Waterland was gevestigd in Zaandam.